# 花之都古!
《花之都古!》，是日本漫畫家桐嶋たける以《月姬》（TYPE-MOON）為題材的漫畫作品。

## 概要
月刊Comp Ace2013年1月號開始連載。TYPE-MOON的視覺小說遊戲《月姬》系列衍生的企劃漫畫。作品出現了包括《月姬》在內，TYPE-MOON作品類似的人名跟地名，本作的舞台設定是獨創，與TYPE-MOON作品有直接關連。
本作主角是《月姬》系列作品《MELTY BLOOD》登場的有間都古。《MELTY MLOOD》當時的都古是小學六年級，桐嶋的漫畫《MELTY BLOOD》也在《月刊Comp Ace》上連載過。高中生有間都古的設定在TYPE-MOON作的設定資料集《Character material》有描述。
許多登場人物出自《月姬》和《Fate/stay night》登場的角色名，這是由武内崇所提案。《月姬》的主角並沒有在本作登場，只有愛爾奎特的真祖姬認為是OK的。奈須蘑菇形容這是「超級型月大戰」。
于《Comp Ace》2014年7月号结束连载，单行本全3卷。虽然说是第一部完，但官方并未公布过任何续篇。然而2014年12月，插画投稿网站Pixiv上开始连载了标签为「二次创作的同人漫画」的续篇漫画《花之都古 Legend》（花のみやこ レジェンド）。虽然是在桐岛的账号内作期间限定公开，但在公开完结后各话都会在该网站以电子书籍形式出售。

## 簡介
標榜武術實力至上主義的武鬥派學園，私立浅上高等學校。一年級的七夜詩希，為合氣道社召募社員，注意到同年級的有間都古，其實是有實力的人。

## 登場角色

### 合氣道社
有間都古
浅上学园的女學生。1年3班，座号1號。
绑着麻花辫，戴着黑框眼镜，穿着比其他女学生更长的裙子，非常的平凡，连同班同学也不想理她，存在感太过薄弱反而更引人注意。没有加入社团，校内排名也非常低，但实力却强得能够一击打倒美缀，自称用的是「我流猫熊式八极拳」。隐藏在眼镜底下的，是一副漂亮的脸蛋。国中时建立了各种武勇传说，在居住的三咲町有一堆跟班围着，对这种生活实在受不了，故此才会在高中打扮得那么平凡。
因为帮助了被美缀纠缠的诗希，导致一连串的骚动，便假装加入合气道社成为第5位成员。
七夜詩希
都古的同學，座号25號。合氣道社的女社員。
第一人称为，头上长着呆毛。校内排名非常低，连合气道社的同期慎妓都完全打不过，但因为原属被毁掉的茶道部，所以很擅长泡茶。接受浅神的指示去寻找社员，便看上了都古。而shiki这个名字也让都古回想起了什么。
少数几个知道都古真面目的人，之后也在一直拉她入社。虽然最后成功让她假装加入，却传出了两人是百合关系。喜欢帅哥，故此一眼就看穿了阿尔托利亚的性别。
多重人格者，拥有至少三个人格。虽然爱尔奎看似很清楚这件事，然而还是有诸多谜团，而诗希则完全不知道。
七夜死忌
当诗希陷入危机时就会觉醒的人格。其性格会变得富有攻击性，而体能也会大幅上升。根据爱尔奎的说法，是个22岁的青年。6岁的诗希称之为「教授」。
6歲的詩希
诗希的其中一个人格。是个6岁的少女，只有爱尔奎遇过一次。将都古称之为「姐姐」。
淺神藤耶
生日：5月20日 血型：B型 身高：162cm 体重：50kg
合氣道社的女社長（主將），3年3班。排行第11名。
性格随和，对我行我素的诗希很宽容。养神馆合气道二段的高手。虽然社团在上一年都只有她一个，但要继续维持必须要有足够的社员，为了应付玛利亚，便指示社员们去拉人。浅上学园的创始者家族一员，祖父是现任理事会干部。经常转来转去。
朱紗慎妓
合氣道社的女社員。
诗希同期，一同学习合气道，现在的实力却遥遥领先诗希。

### 排名監察委員會·朱月會
姬月愛爾奎
生日：12月25日 血型：AB型 身高：142cm 體重：32kg
朱月會會長，排名监察委員長。前学生會長。3年9班。排行为朱（排名外指定EX+）。
被称为校内最强生物，是个小个子的外国人风女学生。
实际上是浅上学园最有力发言的人。看起来很清楚都古和诗希的事。
瑪利亞·E·索卡利斯
生日：6月1日 血型：O型 身高：163cm 體重：49kg
朱月會成員，排名监察委員首席。2年4班。排行第4名（职务关系，平常是第10名）。
褐色皮肤的金发女学生，交换留学生。前学生会成员，退出后为了执行公正的排名而成为监察委员。使用名为单纤维钢丝暗器术的难以看清的幼細钢丝战斗。平常非常冷静，擅长理论思考，然而对不按牌理的人（她称为笨蛋）就会失去理智。会不经意地指示他人办事。
葛木亞魅
生日：2月19日 血型：A型 身高：154cm 體重：38kg
朱月會成員，排名监察委員調査部員。1年9班。排行第3名。
戴着眼罩，穿着庞克风，有着细长身体的女学生。表面上言行举止粗暴，但不战斗时的性格却很温厚，诗希被袭击时会去救她也能看出其温柔的一面。很在意隐藏高强实力的都古，对她一直都虎视眈眈。开朗的个性加上高排名的战斗力就变成了问题儿童。
《Fate/stay night》登场的葛木宗一郎的女儿。
巫凈瑠璃
朱月會成員，监察委員。拥有银校徽。
言谈举止都很有礼貌的女学生。为了监视合气道社，通过慎妓入社，而在任务结束后就退社了。

### 未公認體育社團系親睦團體·葉隱
美綴稔
生日：12月30日 血型：AB型 身高：203cm 體重：135kg
弓道社社长，体育系社团的头目。3年8班。排行第9名（之后暂定第10名）。
个子高大得被称作「巨人」「人类山脉」，使用古武术。虽然很粗旷，说话却一副娘娘腔，喜欢可爱的东西。很擅长料理和裁缝。为人绅士，但对敌人丝毫不会手软。跟浅神认识，拥有丰富的人脉。跟都古和诗希意气相投，在合气道社废社骚动时以幽灵社员的身份入社，拯救了废社危机。
玄霧櫻
生日：9月1日 血型：O型 身高：170cm 體重：49kg
称呼稔为总长，是个黑发遮住一只眼睛的女学生。2年4班。排行第12名。
隶属美术社和忍术社，使用户隐流忍术。存在感薄弱，因此擅长收集情报，战斗力也很强。

### 學生會
久我峰國綱
生日：10月6日 血型：AB型 身高：178cm 体重：76kg
浅上学园学生会长。2年8班。排行第8名。
虽然让玛利亚来帮忙进行排名，但实际上是由朱月会掌握了实权。为了复权在行动着。表面上是个外表端正、文武双全的好青年，但对比他优秀的哥哥抱有强烈的自卑感，只要一听到哥哥这个字眼就会出现异常反应。据说此时就会发挥排名以上的实力。使用护身术和综合格斗。奥赛罗棋社社长，在文化系在罕见的高排名者，故此被称为「文化社团之星」。因为前往合气道社时遇上都古，而对她一见钟情。
藤村空臥
生日：7月7日 血型：O型 身高：172cm 体重：54kg
浅上学园学生会副会长。2年1班。排行第5名。
穿着的制服一直都露出胸口，性格懒散随变，但实力高强，兼任剑道社主将，也很有声望。为了接近久我峰而加入学生会。
相良
浅上学园学生会书记。3年级男学生。相扑社员。排行第21名。
以相扑社和弓道社的社团经费为赌注挑战美缀，不过一出手就被打败了。

### 風紀委員會
軋間紅葉
生日：5月5日 血型：A型 身高：182cm 体重：65kg
风纪委员会首席。3年8班。排行为黑（排名外指定AA）。
身材高大的女学生，跟美缀差不多高。握力跟臂力都非比寻常，就连拿起厚厚的茶具都会弄坏，为了控制那股怪力每天都在努力。严厉执行风纪，职务上非常认真而被人称作「恶鬼」，但平时是个喜欢少女风格且很随和的人，波长跟浅神一致所以两人很要好。使用古流柔术。
牛頭夕海
风纪委员。2年级女学生。排行第6名。
通称牛头。头发绑在两侧，眼神尖锐。平常跟马头一起在学校里巡逻。
馬頭小夜
风纪委员。2年级女学生。排行第7名。
通称马面。短发，性格稳重。跟牛头合称牛头马面。

### 淺上學園的其他角色
如月羽衣
1年3班女学生。昵称honey。
诗希的朋友，优等生型眼镜妹。
不動晶
1年3班女学生。绰号阿晶。
诗希的朋友，短发少女。
流亮子
1年3班女学生。
诗希的朋友，语尾加「喵」的脱力系少女。
杜宇野秋葉
浅上学园理事长。
戴眼镜的巨乳女性。就是她将学校从原本的全员寄宿制女子学院转变成现在的武斗派高中。
御子神吉明
1年3班的转校生。排行第2498名。
身材瘦小的美少年，刚转校来就吸引了女学生的视线。虽然排名很低却拥有浑身的肌肉，因为太不自然而让爱尔奎和久我峰非常怀疑。一开始就认识都古，对她充满兴趣。

### 卡美洛國際學校
阿爾托利亞·潘德拉剛
十一期学生，学生会长。
绑着金发鞭子的白人男性，虽然外貌和穿着看起来是女生。非常绅士，对任何人都很友好，童年玩伴的爱尔奎对他却是敬而远之。以前跟熊猫师父决斗时输得很惨。兴趣是吃。喜欢收集剑。
蘭斯
阿尔托利亚的随从。戴眼镜的高个子白人。

### 其他角色
綺拉·吉爾伽美什
苏美女子学院中学部学年主席。
身材瘦小，实力却跟姬月爱尔奎不相伯仲。多国籍企业乌鲁克的CEO千金兼下任总裁。性格跟小孩子一样任性。喜欢阿尔托利亚，所以跟爱尔奎水火不容。原打算靠自己的威严、财力和权威来支配城镇，却因都古建立的武勇传说而失败，故此视她为眼中钉。
綺禮
吉尔伽美什的随从。称呼她为「大小姐」。
時南宗玄
《月姬》系列就登场的时南针灸院的针灸师。
在都古小学时建议她学习八极拳。即使上了高中，都古也经常去他那里。
熊貓師父
都古的师父，只在回忆中以熊猫装出场。
现在不知所踪。身后写着的「七夜」，跟诗希应该有什么关联。另外还让阿尔托利亚充满怨恨。
尾藤
都古的跟班之一。一副老头样子，实际只有16岁。
留着胡子的眼镜男。虽然看起来是不良少年，却充满义气。尊敬都古，称她做「大姊头」。

## 設定
私立淺上高等學園
学生数约2500名，占地面积25万平方米的超大型学校，是主角们上学的地方。用校内排名制度来进行武术排名，吸引了国内外优秀的运动家和武道生。但也因此造成了校内等级制度。
原本是国中到大学一贯教育的全员寄宿制女子学院，当时的制服设计跟《月姬》里的浅上女子学院一样。是现任的理事长转变成现在方针的。
朱月會
浅上学园里的组织，是负责监察、记录「对战」的排名监察委员会。有着比学生会更强大的权限，掌握着浅上学园的实权。会长是前任学生会长的姬月爱尔奎。
葉隱
校内未公认体育社团系亲睦团体。好像在跟朱月会在抢地盘，不过详情不明。
校內排名制度
被视为浅上学园最重要的制度，以武术的「强度」来决定校内排名。排名高低是以「对战（Ranking Battle）」来决定。高排名的人在学园内可以得到优待和特权，并可拿到象征其身份的校徽，前十名为金校徽，其次则是银校徽。
卡美洛國際學校
都古家所在的西三咲町附近的高中。就读的多数是外国人。男校。原打算跟浅上学园合并。

## 出版書籍
| 冊數 | 角川書店      | 角川書店               | 台灣角川       | 台灣角川               |
| 冊數 | 發售日期      | ISBN                   | 發售日期       | ISBN                   |
| ---- | ------------- | ---------------------- | -------------- | ---------------------- |
| 1    | 2013年6月26日 | ISBN 978-4-04-120744-4 | 2015年1月28日  | ISBN 978-986-366-331-7 |
| 2    | 2014年2月5日  | ISBN 978-4-04-120922-6 | 2015年7月11日  | ISBN 978-986-366-617-2 |
| 3    | 2014年6月26日 | ISBN 978-4-04-101751-7 | 2015年10月19日 | ISBN 978-986-366-777-3 |

## 關連項目
- MELTY BLOOD
- Fate/stay night

## 外部連結
- 月刊CompAce主頁